# Seiko・plaza
『Seiko・plaza』（セイコ・プラザ）は、松田聖子3作目のベスト・アルバム。1983年11月11日発売。発売元はCBS・ソニー。

## 概要
「裸足の季節」から最新シングル「ガラスの林檎/SWEET MEMORIES」までのシングルをリリース順に並べた、2枚組のシングル・コレクション。
LP盤はカートンボックス仕様、12ページインナースリーブ写真集付の25万枚完全生産限定盤、CDは初の2枚組にて発売された。コンパクトカセット版は初回生産分のみ収録シングル盤ジャケット写真掲載のインナースリーブ付特殊ブック型パッケージ仕様で発売された。
未発表楽曲「WITH YOU」が収録されている（LP盤では、特製クリスタルシングルとして封入）。本曲は本作のほか、2000年のCD-BOX『SEIKO SUITE』（2000年7月5日）と2006年のCD BOX（下記参照）、2018年のアナログシングル盤ベスト『Seiko Matsuda sweet days』などに収録されているが、どれも生産限定販売であるためレアな楽曲として数えられている。2020年現在は『SEIKO MEMORIES 〜Masaaki Omura Works〜』に収録されているほか、音楽配信も行われている。
シングルのほか、ファンに人気の高いアルバム曲が収録された。
とりわけ、同年に発表された『ユートピア』（1983年6月1日）から3曲選ばれている。
2006年7月19日に発売された、74枚組CD BOX『Seiko Matsuda』に、デジタル・リマスタリング仕様、かつLPサイズジャケットにリニューアルされて同梱された。リマスター盤の個別販売はない。

## 収録曲

### Disc 1
1. 裸足の季節　（3:44）
  - 作詞：三浦徳子／作曲：小田裕一郎／編曲：信田かずお
2. 青い珊瑚礁　（3:39）
  - 作詞：三浦徳子／作曲：小田裕一郎／編曲：大村雅朗

NHKが2005年に実施した「スキウタ〜紅白みんなでアンケート〜」では、71位にランクインした。
当時、恋人と噂された郷ひろみが2007年、テレビコマーシャルで替え歌のカバーを披露し話題となった。
3. 風は秋色　（4:08）
  - 作詞：三浦徳子／作曲：小田裕一郎／編曲：信田かずお

初めてのオリコンヒットチャート1位獲得曲
4. チェリーブラッサム　（3:21）
  - 作詞：三浦徳子／作曲：財津和夫／編曲：大村雅朗
5. 夏の扉　（3:30）
  - 作詞：三浦徳子／作曲：財津和夫／編曲：大村雅朗

第32回NHK紅白歌合戦 歌唱曲
6. 白いパラソル　（3:30）
  - 作詞：松本隆／作曲：財津和夫／編曲：大村雅朗
7. 風立ちぬ　（4:35）
  - 作詞：松本隆／作曲：大滝詠一／編曲：多羅尾伴内
8. 赤いスイートピー　（3:39）
  - 作詞：松本隆／作曲：呉田軽穂／編曲：松任谷正隆

上記「スキウタ～紅白みんなでアンケート～」で21位にランクインした。
9. 渚のバルコニー　（3:43）
  - 作詞：松本隆／作曲：呉田軽穂／編曲：松任谷正隆
10. 小麦色のマーメイド　（3:35）
  - 作詞：松本隆／作曲：呉田軽穂／編曲：松任谷正隆
11. 野ばらのエチュード　（4:04）
  - 作詞：松本隆／作曲：財津和夫／編曲：大村雅朗

第33回NHK紅白歌合戦 歌唱曲

### Disc 2
1. 秘密の花園　（3:30）
  - 作詞：松本隆／作曲：呉田軽穂／編曲：松任谷正隆
2. 天国のキッス　（3:57）
作詞：松本隆／作曲・編曲：細野晴臣
映画『プルメリアの伝説』主題歌
3. ガラスの林檎　（3:57）
作詞：松本隆／作曲：細野晴臣／編曲：細野晴臣・大村雅朗
第34回NHK紅白歌合戦 歌唱曲。
4. SWEET MEMORIES　（4:35）
  - 作詞：松本隆／作曲・編曲：大村雅朗

第50回NHK紅白歌合戦 歌唱曲
サントリーのコマーシャルソング
カヴァーの定番でもあり、スターダスト・レビュー・和田アキ子・髙橋真梨子・工藤静香・山崎まさよし・上田正樹ら個性的なアーティストがカヴァーしている。
5. 制服　（3:33）
  - 作詞：松本隆／作曲：呉田軽穂／編曲：松任谷正隆

シングル「赤いスイートピー」（1982.1.21）のB面曲
6. 未来の花嫁　（4:17）
  - 作詞：松本隆／作曲：財津和夫／編曲：大村雅朗

アルバム『Candy』（1982.11.10）収録
7. Rock'n'Roll Good-bye　（3:10）
  - 作詞：松本隆／作曲：大滝詠一／編曲：多羅尾伴内

アルバム『Candy』収録
8. ハートをRock　（4:41）
  - 作詞：松本隆／作曲：甲斐祥弘／編曲：大村雅朗

アルバム『ユートピア』（1983.6.1）収録
9. セイシェルの夕陽　（4:19）
  - 作詞：松本隆／作曲・編曲：大村雅朗

アルバム『ユートピア』収録
10. WITH YOU　（3:26）
作詞：松本隆／作曲・編曲：大村雅朗
当ベスト盤初収録の新曲
11. 小さなラブソング　（4:27）
作詞：SEIKO／作曲：財津和夫／編曲：瀬尾一三
アルバム『ユートピア』収録

## 関連作品
- WITH YOU
  - SEIKO SUITE
  - Seiko Matsuda
  - Seiko Matsuda sweet days
  - SEIKO MEMORIES 〜Masaaki Omura Works〜
  - Seiko Matsuda 40th Anniversary Bible -blooming pink-